# 马尔科·施瓦茨
马尔科·施瓦茨（德語：Marco Schwarz，1995年8月16日—）生于克恩顿州菲拉赫，是一名奥地利男子高山滑雪运动员，他的家乡是拉登泰因。施瓦茨三岁时开始接触滑雪，当时教他滑雪的是他的父母，他在七岁时被父母送去Bad Kleinkirchheim俱乐部练习滑雪。2012年，他进入了奥地利国家队。2014年11月，他完成了自己的世界杯分站赛首秀。